# Stephen Hymer
Stephen Herbert Hymer (* 1934 in Montreal; † 1974 bei Montreal) war ein kanadischer Wirtschaftswissenschaftler.

## Leben und Leistung
Hymer untersuchte Aktivitäten international agierender Unternehmen. Er entwickelte 1960 in seiner Dissertation einen Ansatz zur Erklärung von Direktinvestitionen, der heute als Theorie des monopolistischen Vorteils bekannt ist. Die Arbeit wurde allerdings erst nach 1976 veröffentlicht. Hymer starb 1974 bei einem Autounfall.

## Seine Analysen
Stephen Herbert Hymer kann als einer der ersten Autoren angesehen werden, der sich mit dem Wachstum und dem Verhalten von multinationalen Unternehmen auseinandergesetzt hat. Seine Beschäftigung mit dem Thema MNU rührt daher, dass er kritisierte, dass die zeitgenössische Zinstheorie, so wie sie in der Ökonomie verwendet wurde, nicht in der Lage ist, die internationalen ausländischen Direktinvestitionen nationaler Unternehmen zu erklären. Das Interesse an einer neuen und realistischeren Theorie internationalen Geschäftstätigkeit von bislang rein national tätigen Unternehmen war hierbei von entscheidender Bedeutung. Ausgegangen ist Hymer allerdings, dass MNU insbesondere ihre Marktmacht (heute wird dies eben unter "firmenspezifischen Vorteilen" diskutiert) anzusprechen. Eines der wesentlichen Kriterien hierbei war, dass Hymer deutlich sah, dass ein Investor ein großes Interesse hat das investitionsempfangende Unternehmen zu kontrollieren, die Managemententscheidungen zu beeinflussen. Motive der ausländischen Direktinvestitionen sind nicht Arbitrageeffekte, sondern die höhere Rendite.  Direktinvestitionen und ihre Gründe unterscheidet Hymer in folgende Motive:
- Das Kontrollmotiv

Während Portfolioinvestitionen hauptsächlich aus Ertragsgründen getätigt werden, bieten Direktinvestitionen, so Hymer, die Einflussmöglichkeiten auf die Aktivitäten im Gastland hervor. Die Kontrollmöglichkeiten betreffen nicht nur eigene Einheiten im Ausland, sondern auch die Wettbewerbssituation. So lassen sich Akquisitionen im Ausland erklären, die das Ausschalten eines Wettbewerbers zum Ziel haben.
- Das Motiv des monopolistischen Vorteils

Dieses Motiv gibt eine Antwort auf die Frage, warum Direktinvestitionen als Kontrollmechanismus zum Einsatz kommen. Hymer argumentiert, dass damit eine Monopolsituation im Heimatland, die sich aus unternehmensspezifischen Wettbewerbsvorteilen ergibt, auf ausländische Märkte übertragen werden kann.
- Das Diversifikationsmotiv

Die Diversifikation stellt Hymer nicht in den Mittelpunkt seiner Überlegungen. Vielmehr wird sie als ein positiver und vergleichsweise unbedeutender Nebeneffekt von Direktinvestitionen angesehen.
Als Ursachen für unternehmensspezifische Vorteile können in Kostendegression (Economies of Scale) oder Marktunvollkommenheiten (fehlende oder schwache Konkurrenz auf den Güter- oder Faktormärkten) genannt werden. Ihre Realisierung machen es dem Unternehmen möglich, Eintrittsbarrieren auf ausländischen Märkten zu überwinden und darüber hinaus neue Markteintrittsbarrieren gegenüber weiteren nationalen und internationalen Unternehmungen zu schaffen.